# 545 до н. е.

## Події
Жителі малоазійського міста Теос з наступом персів переселялися у Фракію, де відбудовували Абдери. У числі переселенців був також поет Анакреонт.

### Астрономічні явища
- 7 квітня. Кільцеподібне сонячне затемнення.[1]
- 1 жовтня. Кільцеподібне сонячне затемнення.[1]

## Померли
- Лін-ван, володар Східної Чжоу